# Amandus Ivančič
Amandus Ivančič (tudi Ivanschiz ali Ivanschitz), verjetno slovenski skladatelj rojen v 18. stoletju.
O Ivančičevem življenju, katerega priimek kaže na južnoslovanski rod, je malo znanega. Dolgo je bilo znano le, da je bil pavlinec in da je od leta 1755 do 1758 najverjetneje živel v samostanu pavlincev Maria Trost pri Gradcu.
Znanih je okoli 100 Ivančičevih skladb, ki se v prepisih nahajajo V Avstriji, Češki in Slovaški. V Sloveniji je le drobec njegovega opusa, ki se nahaja v Ljubljani in Novem mestu. Njegova Missa pastoritata, najstarejši ohranjeni rokopis Ljubljanskega stolnega kora, je ena prvih zgodnjeklasicističnih kompozicij na Slovenskem. Ustvarjal pa je tudi kantate in arije.